# 宇都宮大学の人物一覧
宇都宮大学の人物一覧は宇都宮大学に関係する人物の一覧記事。

## 著名な教職員
（同学出身の教職員については主な出身者の「研究者・学者」の欄を参照のこと）
- 中島望 - 地域デザイン学部コミュニティデザイン学科教授、文化マネジメント
- 長谷川万由美 - 共同教育学部学校教育教員養成課程教育人間科学系教授、社会学
- 守安敏久 - 共同教育学部学校教育教員養成課程　教育人文社会系教授、日本文学
- 下田淳 - 共同教育学部学校教育教員養成課程　教育人文社会系教授、宗教学・西洋史
- 梶原良成 - 共同教育学部学校教育教員養成課程　教育芸術・生活・健康系教授、建築学
- 古神義則 - 工学部基盤工学科教授、通信工学・電子工学
- 田村孝浩 - 農学部農業環境工学科教授、農業土木・農村計画

### 元職
- 相沢忠洋 - 考古学者、元講師
- 阿部英彦 - 元工学部土木工学科教授
- 柿井一男 - 元工学部応用化学科教授、生物工学・環境保全化学
- 川口栄作 - 初代学長
- 香西秀信 - 元教育学部教授、修辞学・国語教育学
- 進村武男 - 第18代学長、生産工学
- 田原博人 - 元学長、元日本天文学会理事長
- 友松篤信 - 名誉教授、国際関係論
- 大友篤 - 教授、人口統計学

## 著名な出身者

### 政界
- 黒木博 - 宇都宮高等農林学校卒、元宮崎県知事
- 中川一郎 - 宇都宮高等農林学校卒、元農林大臣・科学技術庁長官
- 野原正勝 - 宇都宮高等農林学校卒、元自由民主党衆議院議員・元労働大臣
- 勝間田清一 - 宇都宮高等農林学校卒、元日本社会党委員長
- 大衡照夫 - 宇都宮高等農林学校卒、元古川市長
- 谷博之 - 農学部卒、元法務副大臣、民主党参議院議員
- 吉田公一 - 農学部卒、元農林水産副大臣、民主党衆議院議員
- 須田博行 - 農学部卒、福島県伊達市長、元福島県県北農林事務所長
- 皆川治 - 農学部卒、山形県鶴岡市長、元農林水産副大臣秘書官
- 竹上裕子 - 教育学部卒、日本保守党衆議院議員

### 行政
- 伊藤元久 - 農学部卒、元日本穀物検定協会理事長、元食糧庁大阪食糧事務所長
- 櫻庭英悦 - 農学部卒、元農林水産省食料産業局長、元内閣官房内閣審議官、日清食品ホールディングス取締役
- 高木宗男 - 農学部卒、元緑資源機構理事、元特定森林地域協議会副会長
- 中島敏之 - 農学部卒、元茨城県総務部長、元茨城県企業局長
- 橋本栄治 - 農学部卒、元駐モザンビーク大使、元国際協力機構理事

### 財界
- 内山郁夫 - 工学部卒・大学院修了、元日本ケミコン社長
- 小原實 - 農学部卒、元雪印メグミルク会長、元全国農協直販社長
- 白井俊之 - 工学部卒、ニトリホールディングス社長、元ニトリ社長
- 杉谷信一 - 農学部卒、元日本ミルクコミュニティ社長、元全国農業協同組合連合会常務理事
- 藤井裕 - 工学部卒、元北海道電力社長、北海道経済連合会会長、元電気事業連合会副会長

### 研究者・学者
- 赤羽根義章 - 教育学部卒・大学院修了、国語学者、元教育学部教授
- 大野晃 - 大学院農学研究科修士課程修了 社会学者、高知大学名誉教授
- 樋口広芳 - 農学部畜産学科卒 鳥類学者、東京大学名誉教授、元日本鳥学会会長、元日本野鳥の会研究センター所長、山階芳麿賞、環境大臣賞
- 福士正博 - 農学部農業経済学科卒・大学院農学研究科修士課程修了、農学者・経済学者、東京経済大学経済学部教授
- 藤野毅 - 工学部卒、環境工学者、埼玉大学大学院理工学研究科准教授
- 加藤正人 - 大学院農学研究科修士課程修了、森林学者、信州大学教授、専門は森林計測・計画学
- 杉田昭栄 - 農学部名誉教授、脳の研究者、神経解剖学、比較解剖学、カラス博士

### 文化
- 旭爪あかね - 農学部卒、小説家
- 松波太郎 - 小説家
- 草川俊 - 小説家
- 松本哲男 - 教育学部卒、日本画家、日本美術院、東北芸術工科大学学長
- クジラックス - 教育学部卒、漫画家、同人作家
- 魚柄仁之助 - 農学部中退、食文化研究家、エッセイスト
- 高砂淳二 - 写真家
- 於地紘仁 - 教育学部中退、アニメーション監督、演出家、脚本家
- 長谷部浩平 - 教育学部卒、将棋棋士

### 芸能
- 永友聖也 - ミュージシャン、キャプテンストライダム
- 佐藤峻 - タレント
- 渡辺裕介 - FM栃木ラジオアナウンサー
- 西沢仁太 - 俳優

### スポーツ
- 大木貴之 - 元バレーボール選手、実業家
- 荒木夕貴 - 元バレーボール選手
- 森﨑健史 - バレーボール選手、教員
- 古市彩音 - バレーボール選手
- 寺門大輔 - サッカー指導者
- 平嶋裕輔 - サッカー指導者

### その他
- 中川志郎 - 獣医師、動物園飼育員、文筆家

この項目は、ウィキプロジェクト 大学のテンプレートを使用しています。